# Pavel Stratan

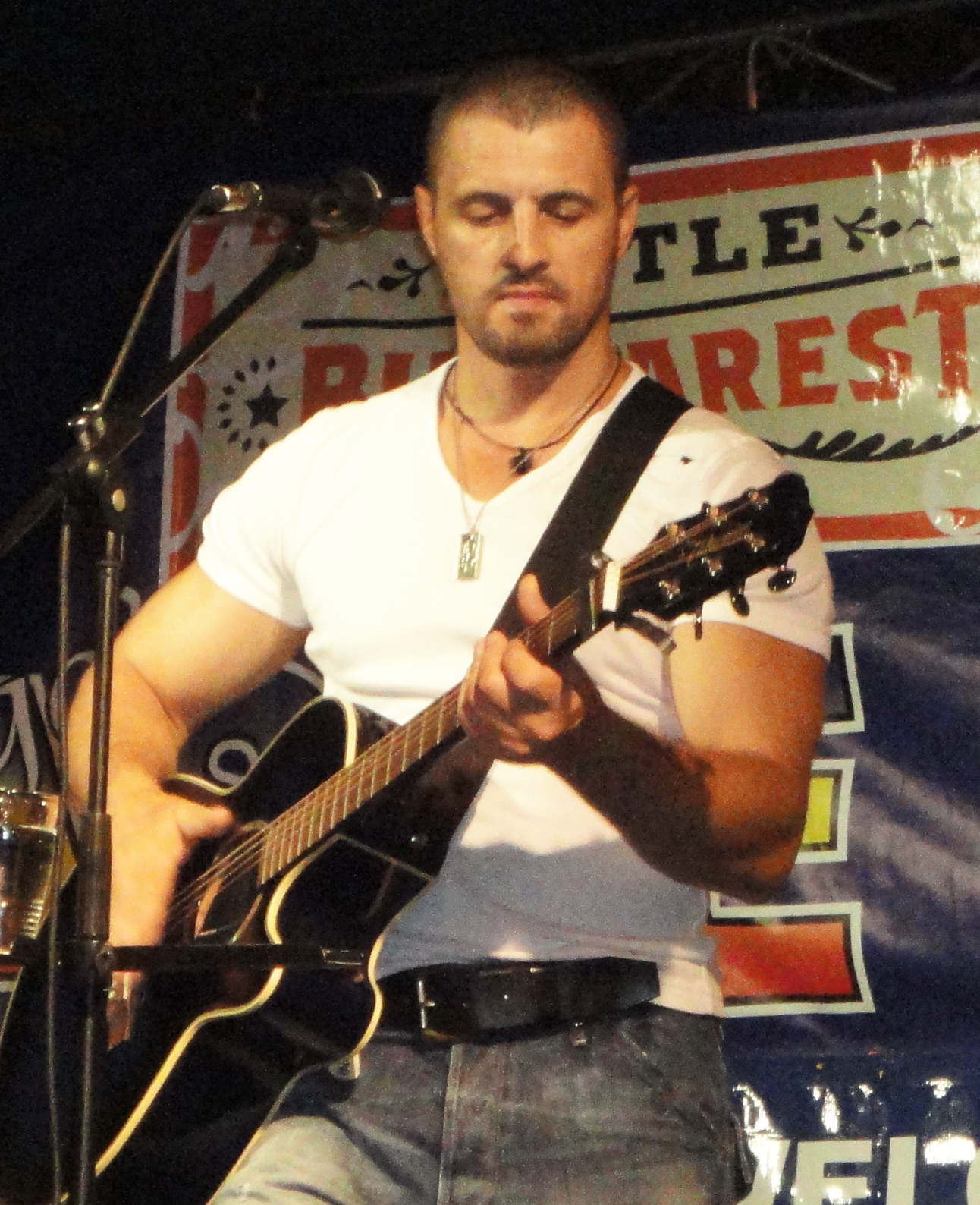
Pavel Stratan in Chicago, 2013

Pavel Stratan (* 11. November 1970 in Nișcani, Sowjetunion) ist ein moldauischer Sänger und Liedermacher. Er tritt meist als Solokünstler mit Gitarre auf und singt seine folkloristisch beeinflussten Lieder auf Rumänisch. Neben seinem Heimatland ist er vor allem in Rumänien bekannt. Seine Tochter Cleopatra Stratan wurde 2006 als Dreijährige ein Kinderstar und hat mittlerweile mehr Tonträger verkauft als er selbst.

## Karriere
Im Jahr 1977 trat er erstmals mit seiner Gitarre bei einer Schulaufführung auf. Im Jahr 1983 komponierte er seine ersten Lieder. Im Jahr 1996 hatte er seine ersten Bühnenauftritt, allerdings noch nicht als Musiker, sondern als Zauberkünstler. Pavel Stratan absolvierte in Chișinău die Academia de Muzică, Teatru şi Arte Plastice.
Im Jahr 2002 veröffentlichte er in Chișinău sein erstes Album „Amintiri din copilărie“ (Übers.: Erinnerungen an die Kindheit), das mit 50.000 verkauften Stück ein außergewöhnlicher Erfolg am relativ kleinen moldauischen Musikmarkt wurde. Zu dieser Zeit tourte er mit seiner damaligen Band Planeta Moldova durch Rumänien, wodurch er auch dort bekannt wurde. Der rumänische Radiosender KissFM begann seine Lieder zu spielen, die auf Grund der ausgeklügelten Wortspiele und seines moldauischen Akzents beliebt wurden. Besonders das melancholische Lied „Eu beu“ (Übers.: Ich trinke) wurde ein Hit. Im Jahr 2004 veröffentlichte Stratan deshalb sein erstes Album noch einmal in Rumänien, gemeinsam mit der zweiten CD „Amintiri din copilărie vol. 2“.
Beide Alben verkauften sich 2004 in Rumänien zusammen 150.000 Mal, wodurch Stratan in diesem Jahr der meistverkaufte Musiker am rumänischen Musikmarkt wurde. 2005 erhielt er dafür zwei Mal Platin. Im November 2005 veröffentlichte Stratan, der mittlerweile nach Bukarest übersiedelt war, sein drittes Album, das in wenigen Monaten 60.000 verkaufte Stück verzeichnen konnte und zwei Goldene Schallplatten erhielt.
Bei den Aufnahmen zum dritten Album entdeckte er durch Zufall das Gesangstalent seiner damals erst dreijährigen Tochter Cleopatra. Er hatte sie zu den Proben in ein Studio in Bukarest mitgenommen, wo sie beim Spielen spontan eines der Mikrofone in die Hand nahm und mit dem Papa mitsang. Die Studiomannschaft war von der Zufallsaufnahme begeistert und man beschloss weitere Lieder mit ihr aufzuzeichnen. Daraus entstand das Album „La vârsta de trei ani“ (Übers.: Im Alter von drei Jahren), das 2006 veröffentlicht wurde und mit 150.000 verkauften Stück ein großer Verkaufserfolg wurde. Die Single „Ghița“ wurde über die Mundpropaganda von Auslandsrumänen und über Youtube sogar international zu einem Hit und es erschien neben der rumänischen Version auch eine englischsprachige. Als jüngste Sängerin die jemals einen Nummer-eins-Hit in einem Land erreichte, kam Cleopatra mit diesem Song ins Guinness-Buch der Rekorde und erhielt 2007 in Rumänien drei MTV Awards.
Im Jahr 2008 nahm er nach zweijähriger Pause mit seiner Tochter ein neues Album mit dem Titel „La vârsta de cinci ani“ (Übers.: Im Alter von fünf Jahren) auf. Im selben Jahr wurde in Chișinău auch sein Sohn Cezar geboren. 2009 veröffentlichte er ein Album mit selbst komponierten und auch traditionellen rumänischen Weihnachtsliedern. Vater und Tochter singen auf diesem Album gemeinsam.

## Stil
Pavel Stratans Soloalben sind geprägt von seiner etwas rauen Stimme gepaart mit akustischer Gitarre. Die oft melancholischen oder nostalgischen Balladen bewegen sich stilistisch zwischen sanftem Rock und südosteuropäischen Folkloreklängen. Seine Texte stimmen nachdenklich und haben teilweise gesellschaftskritische Inhalte, jedoch ohne Bezug zu tagespolitischen Themen. Besonderes Merkmal seiner Lieder ist außerdem sein moldauischer Akzent, der im Gegensatz zum in Rumänien gesprochenen Rumänisch leicht Russisch klingt.

## Alben
- Amintiri din copilărie vol. 1; 2002 (Moldau), 2004 (Rumänien)
- Amintiri din copilărie vol. 2; 2004
- Amintiri din copilărie vol. 3; 2005
- Colinde Magice; 2009 (gemeinsam mit Cleopatra Stratan)